# Nikolaj Platonovič Patrušev
Nikolaj Platonovič Patrušev (rusko Никола́й Плато́нович Па́трушев), ruski inženir, obveščevalec, general, politik, raziskovalec in pravnik, * 11. julij 1951, Leningrad, Sovjetska zveza (danes Sankt Peterburg, Rusija).
Patrušev je trenutno tajnik Varnostnega sveta Ruske federacije. Predhodno je bil inženir, častnik KGB, minister za državno varnost Karelije (1992-1994), direktor Zvezne varnostne službe Ruske federacije (1999 - 2008).
Drži čin generala armade in ima doktorat iz prava.